# Nyx viscachensis
Nyx viscachensis is een vlinder uit de familie van de Millieriidae. De wetenschappelijke naam van de soort is voor het eerst geldig gepubliceerd in 1998 door Beéche.